# Oyedaea tepuiana
Oyedaea tepuiana là một loài thực vật có hoa trong họ Cúc. Loài này được (V.M.Badillo) Pruski mô tả khoa học đầu tiên năm 1996.